# Liboc (Kynšperk nad Ohří)
Liboc (německy Leibitsch) je malá vesnice, část města Kynšperk nad Ohří v okrese Sokolov v Karlovarském kraji. Nachází se asi 1,5 km na západ od Kynšperku nad Ohří. Je zde evidováno 26 adres. V roce 2011 zde trvale žilo 107 obyvatel.
Liboc leží v katastrálním území Liboc u Kynšperka nad Ohří o rozloze 1,51 km².

## Historie
Území vsi osídlili Slované, archeologické nálezy z roku 1961 v pískovně severně od vsi svědčí o ještě starším osídlení v mladší době bronzově. První písemná zmínka o vesnici pochází z roku 1359. Jiný zdroj klade první písemnou zmínku do roku 1385, kdy je vesnice uváděna v seznamu leuchtenberských lén. Později následovalo časté střídání majitelů. Od roku 1748 patřila Liboc ke statku Kaceřov a od roku 1788 byla součástí statku Nový Dvůr. V Sommerově topografii z roku 1847 jsou jako majitelé vsi uváděni bratři Kahlerové.

## Přírodní poměry
Území vesnice se nachází v Chebské pánvi. Vesnicí protéká Libocký potok a u jižního okraje vesnice se vlévá do Ohře. Po Libockém potoce byla pojmenována vesnice Liboc.
Na katastru Liboc u Kynšperka nad Ohří vyvěrá minerální pramen Pochlovická minerálka, místními obyvateli, ale i v literatuře přiřazována k Dolním Pochlovicím.
Při západním okraji vesnice mezi Libocí a Kynšperkem nad Ohří, již v k. ú. Kynšperk nad Ohří, vybudovali v roce 2019  členové Českého svazu ochránců přírody Kynšpersko v rámci programu Blíž přírodě ornitologickou pozorovatelnu. Vyvýšená dřevěná plošina umožňuje pohled na dvě jezírka o celkové rozloze asi tří hektarů, vzniklých propadem poddolovaného území. Hladina jezírek rovněž souvisejí s vodním režimem bývalého dolu Boží požehnání. Pozorovat lze řadu vodních či mokřadních ptáků, např. kulíka říčního, jespáka obecného, chřástala kropenatého, motáka pochopa, potápku malou. Většina z nich zde pravděpodobné i hnízdí. Biologické průzkumy zde objevily mimo jiné tři druhy vážek z červeného seznamu, zajímavější druhy vodních brouků a pět druhů obojživelníků.

## Obyvatelstvo
Při sčítání lidu v roce 1921 zde žilo 186 obyvatel, z toho sedm Čechoslováků, 177 Němců a dva cizinci. K římskokatolické církvi se hlásilo 174 obyvatel, čtyři k církvi evangelické, osm bylo bez vyznání.
| Rok            | 1869 | 1880 | 1890 | 1900 | 1910 | 1921 | 1930 | 1950 | 1961 | 1970 | 1980 | 1991 | 2001 | 2011 | 2021 |
| -------------- | ---- | ---- | ---- | ---- | ---- | ---- | ---- | ---- | ---- | ---- | ---- | ---- | ---- | ---- | ---- |
| Počet obyvatel | 122  | 135  | 132  | 183  | 214  | 186  | 199  | 136  | 84   | 78   | 69   | 68   | 101  | 107  | 65   |
| Počet domů     | 20   | 25   | 25   | 25   | 26   | 26   | 32   | 31   | -    | 21   | 18   | 22   | 23   | 24   | 24   |

## Obecní správa
Po zrušení patrimoniální správy se Liboc nikdy nestala samostatnou obcí. Při sčítání lidu v letech 1850–1959 Liboc byl osadou obce Dolní Pochlovice v okrese Sokolov (v letech 1869–1910 Falknov, v letech 1921–1930 Falknov nad Ohří). Od roku 1960 je částí města Kynšperk nad Ohří v okrese Sokolov.

## Pamětihodnosti
- Hrázděný dům čp. 11, původně součást zemědělské usedlosti. Vročení 1938 je datem rekonstrukce.